# Kurt Kaijser
Kurt Gunnarsson Kaijser, född 28 januari 1908 i Överluleå församling, Norrbottens län, död 17 november 1996 i Täby, var en svensk läkare.
Kaijser var son till majoren Gunnar Kaijser och Maja, ogift Öman. Efter studenten läste han medicin och blev medicine licentiat 1934, medicine doktor 1945 samt docent i pediatrik vid Karolinska institutet 1944–1945 och 1959–1974.
Han hade olika läkarförordnanden 1934–1944 och var lasarettsläkare vid barnavdelningen på Umeå lasarett 1944–1949, överläkare vid pediatriska kliniken på Eskilstuna lasarett 1949–1974, tillförordnad överläkare vid barnmottagningen på Löwenströmska sjukhuset 1975–1979 och var tillförordnad specialläkare i öppen vård inom Stockholms läns landsting 1980–1985.
Kurt Kaijser författade skrifter i pediatrik och medicinsk historia. Han gav ut "Broscher i svensk sjukvård" 1985.
Han gifte sig 1936 med Margit Söderbaum (1912–2002), dotter till förste stadsläkaren Henrik Söderbaum och Märta, ogift Byström. De fick barnen Lennart 1937, Gunilla 1939, Bertil 1942, Bo 1944 och Göran 1949. Sönerna Lennart Kaijser och Bertil Kaijser blev också läkare samt senare professorer.